# 425-й истребительный авиационный полк (1-го формирования)
425-й истребительный авиационный полк (425-й иап) — воинская часть Военно-воздушных сил (ВВС) Вооружённых Сил РККА, принимавшая участие в боевых действиях Великой Отечественной войны.

## Наименования полка

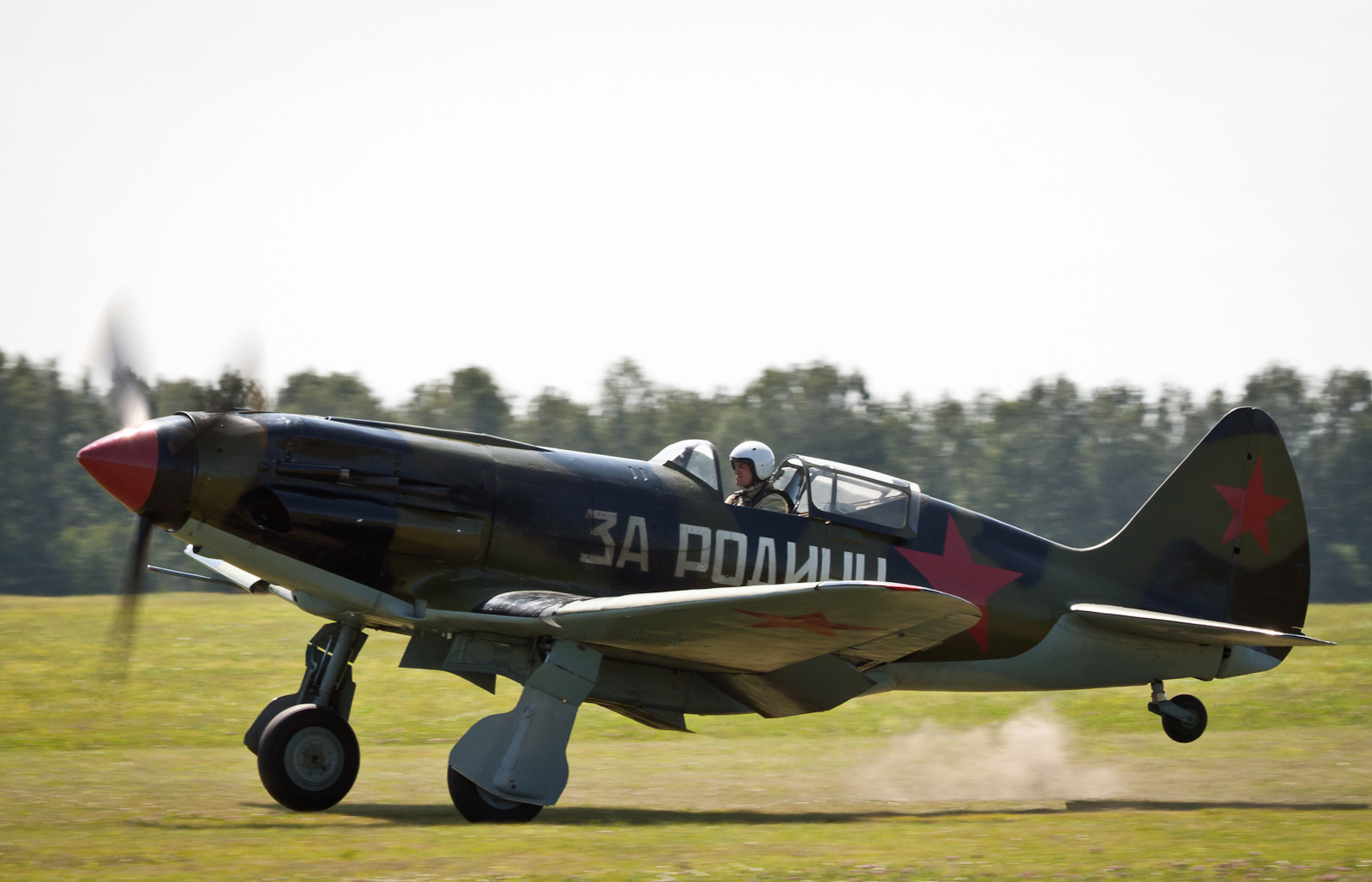
Самолёт МиГ-3

За весь период своего существования полк несколько раз менял своё наименование:
- 161-й истребительный авиационный полк
- 425-й истребительный авиационный полк
- 745-й истребительный авиационный полк
- 745-й смешанный авиационный полк

## Создание полка
425-й истребительный авиационный полк 12 августа 1941 года переименован из 161-го истребительного авиационного полка

## Переименование полка
425-й истребительный авиационный полк 1 января 1942 года переименован в 745-й истребительный авиационный полк.

## В действующей армии
В составе действующей армии:
- с 3 октября 1941 года по 12 октября 1941 года.

## Командиры полка
- майор Кулинич Антон Митрофанович[4], 12.08.1941 — 01.01.1942

## В составе соединений и объединений
| Период        | Фронт (округ)              | армия      | дивизия                                       | примечание                                                          |
| ------------- | -------------------------- | ---------- | --------------------------------------------- | ------------------------------------------------------------------- |
| 12.08.1941 г. | Московский военный округ   | ВВС округа | Высшая школа штурманов ВВС КА                 | Переименован в 425-й иап, МиГ-3                                     |
| 03.10.1941 г. | Брянский фронт             | ВВС фронта | 6-я резервная авиационная группа              | МиГ-3                                                               |
| 11.10.1941 г. | Брянский фронт             | ВВС фронта | 6-я резервная авиационная группа              | передал МиГ-3 в 42-й иап и убыл на доукомплектование и переучивание |
| 02.11.1941 г. | Закавказский военный округ | ВВС округа | 25-й запасной истребительный авиационный полк | Аджикабул, приступил к переучиванию на ЛаГГ-3                       |
| 28.12.1941 г. | Московский военный округ   | ВВС округа | 2-й запасной истребительный авиационный полк  | станция Сейма Горьковской области, доукомплектован и освоил ЛаГГ-3  |
| 01.01.1942 г. | Московский военный округ   | ВВС округа | 2-й запасной истребительный авиационный полк  | станция Сейма Горьковской области, переименован в 745-й иап         |

## Участие в операциях и битвах
- Битва за Москву:
  - Орловско-Брянская операция — с 6 октября 1941 года по 12 октября 1941 года.

## Итоги боевой деятельности полка
Всего за годы Великой Отечественной войны полком:
| Выполнено боевых вылетов | Сбито самолётов в воздухе |
| ------------------------ | ------------------------- |
| 1389                     | 35                        |

Свои потери:
| Потеряно самолётов, всего | Погибло лётчиков всего |
| ------------------------- | ---------------------- |
| 26                        | 16                     |

## Отличившиеся воины
- Соболев Афанасий Петрович, лётчик полка, Указом Президиума Верховного Совета СССР от 24 августа 1943 года удостоен звания Героя Советского Союза будучи командиром 2-го гвардейского истребительного авиационного полка 215-й истребительной авиационной дивизии 2-го истребительного авиационного корпуса 1-й воздушной армии. Золотая Звезда № 1069.

## Лётчики-асы полка
| Фамилия, имя отчество        | Награды | Сбито самолётов (+ в группе) | Примечание |
| ---------------------------- | ------- | ---------------------------- | --- |
| Соболев Афанасий Петрович    |         | 14 + 10                      | Боевых вылетов: около 500 |
| Терехин Николай Васильевич   |         | 9 + 3                        | Боевых вылетов: 250. Пропал без вести 30 декабря 1942 г. Не вернулся с боевого задания. Два самолёта сбиты таранными ударами. |
| Филатов Александр Михайлович |         | 5 + 2                        | Пропал без вести 10 августа 1942 г. Не вернулся с боевого задания.                                                            |

## Самолёты на вооружении
| Период                  | Самолёты |
| ----------------------- | -------- |
| 12.08.1941 — 02.11.1941 | МиГ-3    |
| 02.11.1941 — 01.01.1942 | ЛаГГ-3   |